# Castle Coole
Castle Coole (fra irsk: Cúl) er en bebyggelse og en nyklassicistisk herreågrd, der ligger i Enniskillen, County Fermanagh, Nordirland. Det er en af tre ejendomme, der ejes og drives af National Trust i County Fermanagh, hvor de andre er Florence Court og Crom Estate.
Bebyggelsen dækker omkring 214 ha., og den ligger i sognet Derryvullan, i det historiske baroni Tirkennedy, og i Fermanagh and Omagh-distriktet.